# اوم ته وونگ
اوم ته وونگ (متولد ۵ آوریل ۱۹۷۴) بازیگر کره جنوبی است. او اولین بازیگری خود را در سال ۱۹۹۸ انجام داد، اما در ابتدا تلاش کرد از زیر سایه خواهر بزرگتر خود، خواننده و بازیگر محبوب اوم جونگ هوا بیرون بیاید. پس از چندین سال بازی در نقش‌های کوچک و کار در درام‌های یک مرحله‌ای، اوم ته وونگ پس از تمایل شرورانه خود در سریال کمدی عاشقانه دختر محبوب چون هیانگ به رسمیت شناخته شد. در سال ۲۰۰۵، او موفق شد با بازی در فیلم رستاخیز که با تحسین منتقدان روبه رو بود و به دنبال آن سریال دیگری با موضوع انتقامی به نام شیطان در سال ۲۰۰۷ ظاهر شود. از آن زمان، او در نقش‌های اصلی و متنوعی در سینما و تلویزیون به ویژه در لحظه‌ای برای همیشه (۲۰۰۸)، گراز (۲۰۰۹)، آژانس ازدواج (۲۰۱۰)، معماری ۱۰۱ (۲۰۱۲) و مرد استوایی (۲۰۱۲) بازی کرد.

## منبع
1. ↑  "Uhm Tae-woong". Wikipedia (به انگلیسی). 2021-03-17.
2. ↑  «Uhm Tae-woong: Healing through Cyrano » Dramabeans Korean drama recaps». Dramabeans (به انگلیسی). ۲۰۱۰-۰۹-۱۳. دریافت‌شده در ۲۰۲۱-۰۴-۱۷.